# Jan Ericson

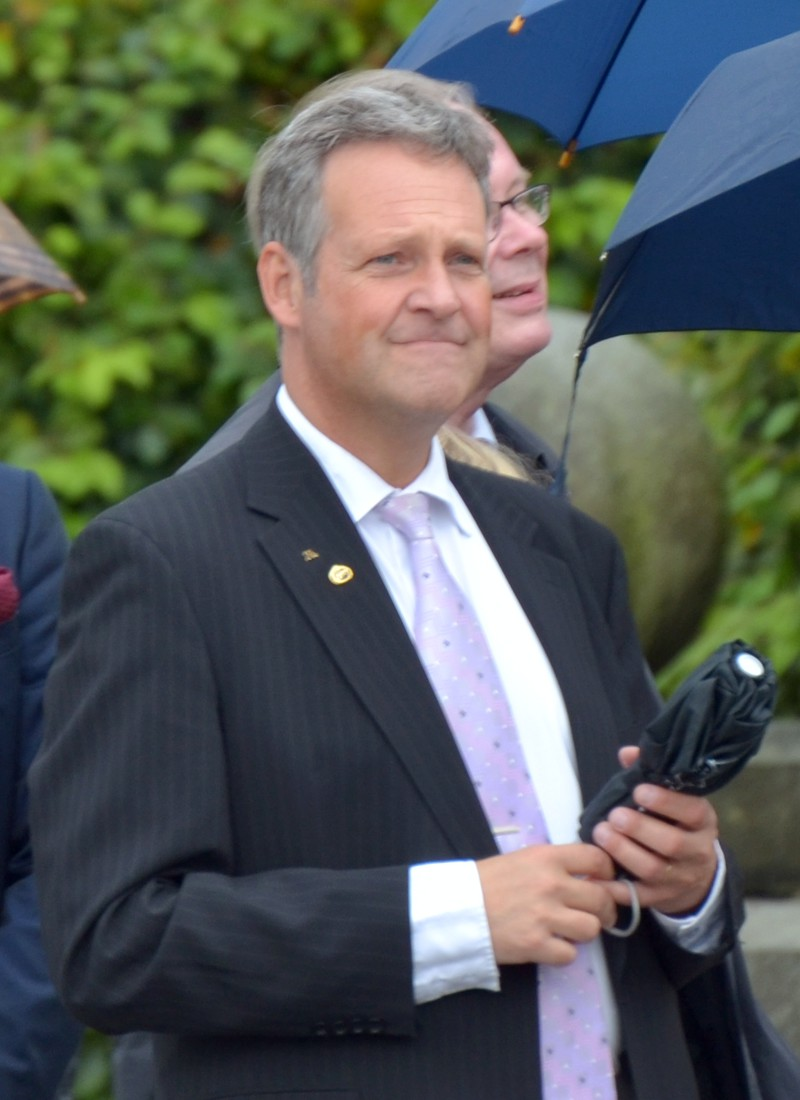
Jan Ericson.

Jan Ericson (* 28. August 1961) ist ein schwedischer Politiker der Moderaten Sammlungspartei. Er ist von Beruf Jurist und seit 
September 2006 Abgeordneter des Schwedischen Reichstags. Ericson ist Mitglied des Arbeitsmarktausschusses. 
Ericson ist beurlaubt von seiner Arbeit als Jurist bei Skandinaviska Enskilda Banken. Sein Wahlkreis ist Sjuhärad in der Nähe von Göteborg.